# Реформаторское движение
Реформаторское движение (фр. Mouvement Réformateur; MR) — политическое объединение либеральной ориентации в Бельгии, действующее во Французском и Немецкоязычном сообществах (в последнем в выборах в Парламент немецкоязычного сообщества и Европейский парламент участвует входящая в его состав Партия свободы и прогресса).
Движение было образовано 24 марта 2002 года путём объединения трёх франкоязычных (Либеральная реформаторская партия, Движение граждан за перемены и Демократический фронт франкофонов, затем принявший имя Независимые демократические федералисты) и одной немецкоязычной (Партия свободы и прогресса) партий либеральной ориентации. В 2011 году Независимые демократические федералисты в знак протеста против недостаточной защиты Реформаторским движением прав франкофонов Фландрии вышли из движения, образовав собственную партию, с 2016 года получившую название DéFI.
Движение, согласно последним предвыборным опросам, перед парламентскими выборами 13 июня 2010 года занимает второе место по популярности в Валлонии и первое — в Брюсселе. Движение также представлено двумя депутатами в Европарламенте.
Один из самых известных активистов движения — член Сената Марк Вильмотс, бывший капитан сборной Бельгии по футболу.